# Roland Bärwinkel
Roland Bärwinkel (* 1958 in Magdeburg) ist ein deutscher Schriftsteller und Lyriker.

## Leben
Bärwinkel ist Diplom-Germanist und arbeitet seit 1984 als wissenschaftlicher Mitarbeiter in der Herzogin-Anna-Amalia-Bibliothek Weimar.
Sein literarisches Schaffen umfasst Lyrik, Prosa und Aufsätze, die er als Monographie oder in Anthologien und Literaturzeitschriften in Deutschland, Österreich, der Schweiz, Bulgarien und Finnland veröffentlicht. Texte von Bärwinkel finden sich u. a. in Feigenblatt, Ort der Augen, Palmbaum DUM, Ostragehege, Signum, Silbende Kunst, Poesiealbum neu, Sinn und Form und im Jahrbuch für finnisch-deutsche Literaturbeziehungen.
Roland Bärwinkel lebt in Weimar.

## Werke
- Anno 1900. Weimar, eine kulinarisch-literarische Ausschweifung in 15 Gängen. Dresden 2007.
- Happy End. Die besten Geschichten aus dem MDR-Literaturwettbewerb 2011. Hrsg. Michael Hametner, Berlin 2011.
- Bevor es zu spät wird. Gedichte. Edition Muschelkalk, Wartburg, Weimar 2011.
- mit Susanne Theumer: Das Gelände. Fünfzehn Kaltnadelradierungen mit Textauszügen aus historischen Dokumenten zum KZ Wansleben, Außenlager von Buchenwald, und zwei Gedichte von Roland Bärwinkel. Künstlerbuch, Höhnstedt 2012.

- anthologisch in: Träume – und doch so real. net-Verlag. 2010.
- anthologisch in: Poesiealbum neu (Hrsg. Ralph Grüneberger), Ausgaben 02/2012, 01/2013.

## Preise und Ehrungen
- Anerkennungspreis beim Silberbergpreis, 2013, für den Text Heimatgedicht